# Achen
Achen ist eine französische Gemeinde mit 970 Einwohnern (Stand 1. Januar 2022) im Département Moselle in der Region Grand Est (bis 2015 Lothringen).

## Geografie
Die Gemeinde Achen liegt an der Einmündung des Singlinger Baches in die Ache, am Rande des Bitscher Landes, wo die Lothringer Hochfläche zum Saartal mit dem Lothringer Kohlebecken abfällt. Die Gemarkung besteht überwiegend aus Ackerland, 310 ha sind (Obst-)Wiesen, nur etwa 75 ha Wald. Noch immer beanspruchen auch die Überreste der Maginotlinie einige Flächenanteile. Am Achenbach befinden sich über die Gemarkung verteilt fünf Mühlen. Im Norden grenzt Achen an Wiesviller und Wœlfling-lès-Sarreguemines, im Nordosten und Osten an Gros-Réderching, im Südosten an Bining, im Süden an Etting, im Südwesten uns Westen an Kalhausen und im Nordwesten an Wittring.

## Geschichte
Achen wurde 1199 erstmals unter dem Namen Aqua erwähnt und hat seit 1553 seinen heutigen Namen. Es gehörte zu Zweibrücken-Bitsch, dann zeitweise zur Herrschaft Lützelstein und kehrte nach vorübergehender Besetzung durch Lothringen zu Zweibrücken-Bitsch zurück. Über die Jahrhunderte machten noch diverse andere Herrschaften und die Abtei Sturzelbronn Rechte in Achen geltend, ehe 1572 Lothringen den Ort endgültig vereinnahmte. Das Pestjahr 1621 und der Dreißigjährige Krieg führten zu einer weitgehenden Verödung Achens, das zuvor eine der größten Gemeinden im Bitscher Land war. Erst ab 1661 kehrte das Leben – nicht zuletzt durch Einwanderer – zurück. Von 1790 bis 2015 gehörte Achen nun zum Kanton Rohrbach. Am 1. September 1939 wurden die Bewohner Achens in das Département Charente evakuiert und die Bürgermeisterei provisorisch in Condac untergebracht. Nach 13 Monaten konnte die Bevölkerung zurückkehren.

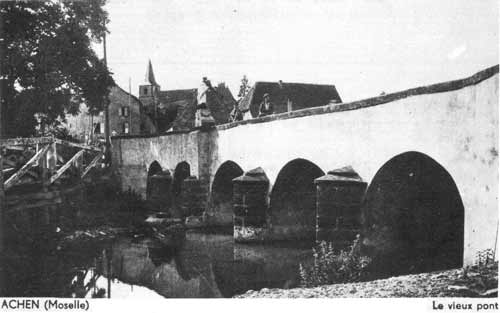
Ache-Brücke vor ihrer Zerstörung

Am 7. Dezember 1941 wurden bei einem schweren Bombardement große Teile Achens, darunter die historische Brücke, zerstört. Die Alliierten befreiten Achen am 8. Dezember 1944 zwar, doch kam es im Zuge eines Gegenangriffs am 3. Januar 1945 nochmals zu einer deutschen Teilbesetzung des Ortes.
An den ehemals auf heutiger Achener Gemarkung gelegenen Ort Pfaffenthal erinnert nichts mehr.

### Bevölkerungsentwicklung
| 1962 | 1968 | 1975 | 1982 | 1990 | 1999 | 2007 | 2019 |
| ---- | ---- | ---- | ---- | ---- | ---- | ---- | ---- |
| 857  | 875  | 883  | 896  | 929  | 938  | 996  | 991  |

## Kultur und Sehenswürdigkeiten
- Kirche St. Peter aus dem Jahr 1728
- Die 1546 durch den Mühlenbrief des Grafen von Zweibrücken-Bitsch erwähnte Walkmühle war ab etwa 1661 Ruine. 1733 wurde die Wiederherstellung genehmigt. Seit 1867 ist sie nun in Besitz der Familie Gross, die die Mühle allerdings nicht mehr betreibt.
- Die Neumühle von 1612, im Dreißigjährigen Krieg zerstört und anschließend neu aufgebaut, wird heute als Wohnhaus genutzt.
- Die Oligmühle von 1729 wechselte häufig ihren Besitzer. Sie war bis weit ins 20. Jahrhundert hinein in Betrieb. – Auch die Gallenmühle aus der Zeit um 1725 ist nicht mehr in Betrieb. Ihr Name rührt von der Schweizer Einwandererfamilie Gall.
- Im Tal der Ache finden sich wenige Spuren der Kasernen des bis zum Zweiten Weltkrieg hier stationierten 153. Franz. Infanterieregiments.

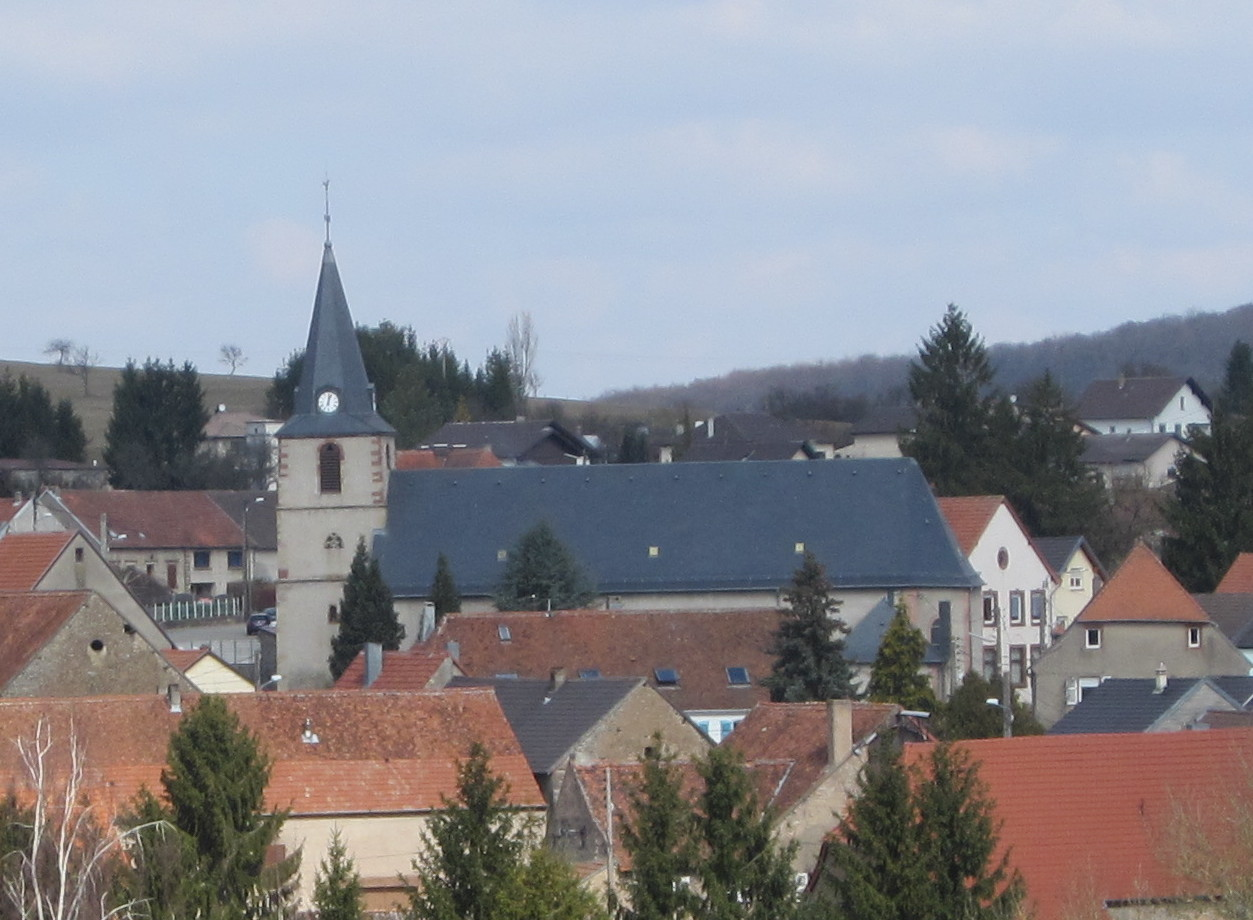
Kirche St. Peter

- Reste der Maginotlinie.

## Wirtschaft und Infrastruktur
Vor dem Zweiten Weltkrieg prägte kleinbäuerliche Landwirtschaft die Arbeitswelt. Die Zersplitterung in über 10.000 Parzellen war dabei sehr hinderlich. Viele Mühlen nutzen das Wasser der Ache. Nach 1945 war bis zu dessen Niedergang der Bergbau im Lothringischen Kohlebecken Hauptarbeitgeber für die meisten Werktätigen. Heute gibt es viele Grenzpendler in die Industriebetriebe von Zweibrücken und Pirmasens. Einkaufsstadt ist vor allem Saargemünd, für den täglichen Bedarf auch Rohrbach. Örtliches Kleingewerbe und Handwerk, früher reich vorhanden, existiert kaum noch. Landwirtschaft betreiben noch ungefähr ein Dutzend Bauern.

## Persönlichkeiten
- Werner Grosskopf (* 1941), deutscher Ökonom und Agrarwissenschaftler